# 7160 Tokunaga
7160 Tokunaga este un asteroid din centura principală de asteroizi.

## Descriere
7160 Tokunaga este un asteroid din centura principală de asteroizi. A fost descoperit pe 24 octombrie 1981 la Observatorul Palomar de Schelte J. Bus. Asteroidul prezintă o orbită caracterizată de o semiaxă mare de 2,47 ua, o excentricitate de 0,20 și o înclinație de 1,3° în raport cu ecliptica.